# Gerhard VII. (Holstein)

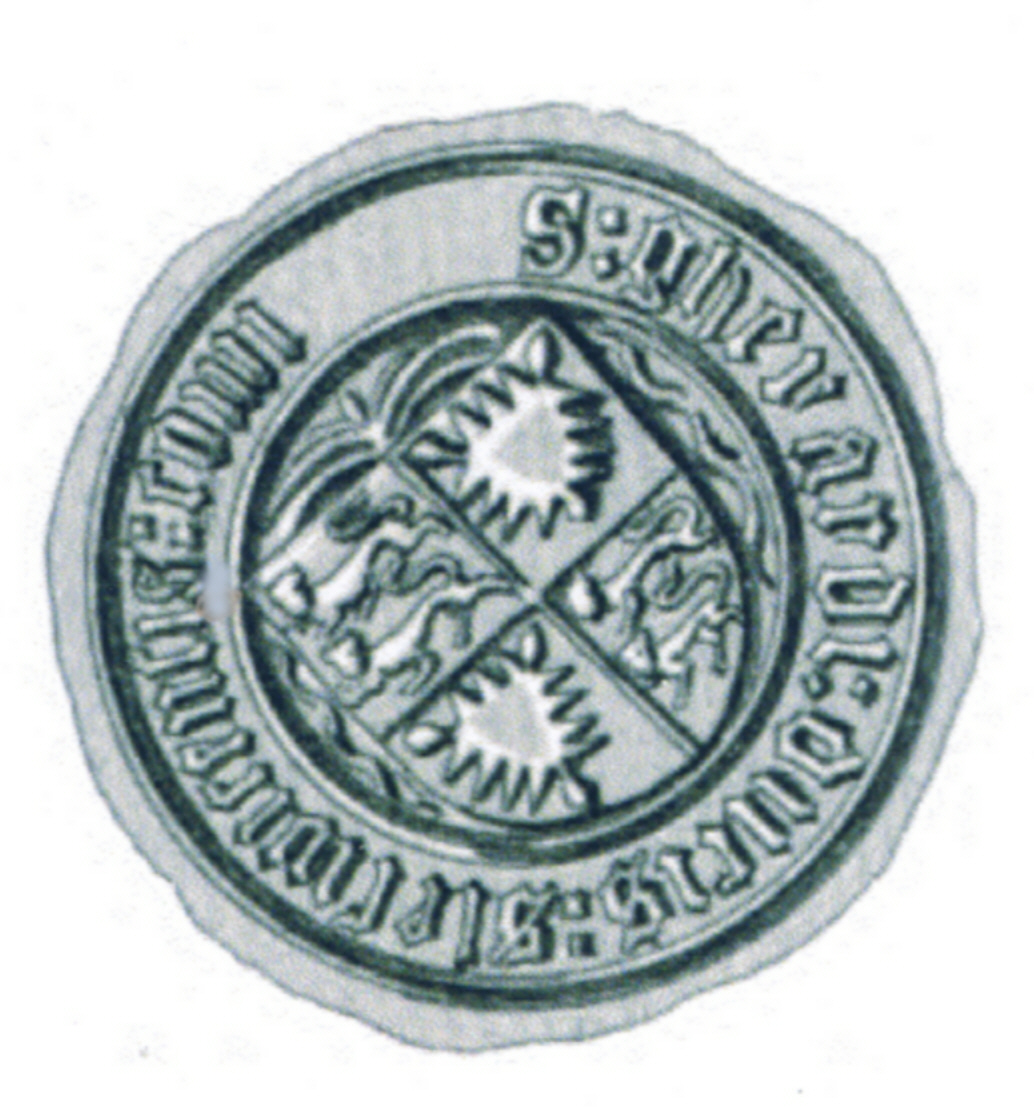
Siegel des Gerhard VII. aus der Zeit um 1422

Gerhard VII. (* 1404; † 24. Juli 1433 in Emmerich) war Mit-Graf von Holstein und Stormarn sowie entgegen dem dänischen Lehnsrecht Prätendent von Schleswig. Er war der jüngste Sohn von Gerhard VI. und dessen Frau Elisabeth von Braunschweig.

## Leben
Zusammen mit seinen Brüdern Heinrich und Adolf kämpfte er während des Dänisch-Holsteinisch-Hanseatischen Krieges auf Seiten der Hanse gegen Dänemark. Als Kommandeur der Hanseflotte nahm er 1427 am Landungsversuch der Hanse gegen Flensburg und 1428 an der Seeschlacht von Kopenhagen teil.
Zusammen mit seinem Bruder Adolf übernahm er um 1427 von seinem vor Flensburg gefallenen Bruder Heinrich die Grafschaft Holstein und die Pfandherrschaften im Herzogtum Schleswig.
Am 2. Juni 1432 heiratete er Agnes von Baden, Tochter von Bernhard I. Nach der eiligen Eheschließung in Baden reiste Herzog Gerhard VII. schnell zurück, um die Grenzen seines Landes zu sichern, ohne dass eine offizielle Hochzeitsnacht stattgefunden hatte. Offiziell wurde die Ehe erst am 5. Oktober 1432 vollzogen. Am 15. Januar 1433 stürzte die junge Frau an der Treppe und die Wehen setzten ein. Sie brachte verwunderlicherweise im Winter zwei gesunde 7-Monats-Kinder zur Welt: Heinrich und Katharina. Um die aufkommenden Gerüchte zu stoppen, erklärte Gerhard VII. im Dom zu Schleswig, er sei der Vater, wobei ihn sein Mitregent und Bruder Adolf VIII. unterstützte.
Im Februar 1433 reiste der schwer Lungenkranke zur Kur nach Baden-Baden, aber schon in Köln verschlechterte sich sein Zustand so sehr, dass man beschloss umzukehren. Gerhard VII. starb bei der Rückreise und wurde in Emmerich beigesetzt. 
Adolf VIII. verweigerte seiner Witwe Agnes den Witwenteil, da ihre Mitgift nie gezahlt wurde, und ließ sie nicht einreisen, da er weiterhin an der Vaterschaft seines Bruders zweifelte. Ihr Bruder sperrte sie in Baden ein. Die Zwillinge Heinrich und Katharina starben sehr jung unter merkwürdigen Umständen.